# Giuse Bùi Công Trác
Giuse Bùi Công Trác (sinh năm 1965) là một Giám mục Công giáo người Việt. Ông hiện là Giám mục Phụ tá Tổng giáo phận Thành phố Hồ Chí Minh, hiệu toà Arsennaria. Ông từng là Giám đốc Đại chủng viện Thánh Giuse Sài Gòn (2016–2024). Trong Hội đồng Giám mục Việt Nam, ông hiện là trợ tá Phó Chủ tịch Hội đồng, chuyên về Quản trị Tài chính Hội đồng Giám mục Việt Nam. Khẩu hiệu Giám mục của ông là Christus vivit – Chúa Kitô đang sống.
Giám mục Trác sinh tại Đà Lạt, tỉnh Lâm Đồng, thuộc giáo phận Đà Lạt, và bắt đầu con đường tu trì của mình bằng việc tu học tại Đại chủng viện Thánh Giuse Sài Gòn, thuộc khóa III của chủng viện này. Được truyền chức linh mục vào năm 1999, linh mục Trác đảm nhận chức phó xứ Thủ Thiêm, sau đó tại Đại chủng viện trong thời gian ngắn trước khi du học Rôma từ năm 2004 đến năm 2010.
Tốt nghiệp văn bằng Tiến sĩ Giáo huấn Xã hội Công giáo năm 2010, ông ở lại Rôma, đảm nhận chức Phó Giám đốc Giáo hoàng Học viện Quốc tế Truyền giáo thánh Phaolô Tông đồ, trực thuộc Bộ Truyền giáo tại Rôma, đồng thời kiêm nhiệm chức Phó Chủ tịch (2010–2013) và Chủ tịch (2013–2016) Hội Liên Tu sĩ Rôma. Trở về Việt Nam, ông nhận chức vụ Giám đốc Đại chủng viện Thánh Giuse Sài Gòn vào năm 2016.
Tháng 11 năm 2022, Tòa Thánh bổ nhiệm linh mục Giuse Bùi Công Trác làm Giám mục phụ tá Tổng giáo phận Thành phố Hồ Chí Minh. Lễ tấn phong giám mục cho ông được cử hành vào ngày 3 tháng 1 năm 2023. Trên danh nghĩa, vào thời điểm này, ông là một trong hai giám mục phụ tá của Tổng giáo phận, nhưng trên thực tế, ông là giám mục phụ tá duy nhất thi hành các công việc mục vụ tại Tổng giáo phận này.

## Thân thế và tu tập
Giám mục Giuse Bùi Công Trác sinh ngày 5 tháng 5 năm 1965 tại Đà Lạt, tỉnh Lâm Đồng, thuộc giáo xứ Chánh Toà Đà Lạt, giáo phận Đà Lạt.
Thân phụ ông là ông Giuse Bùi Văn Nhiếp, quê quán ở giáo họ Do Nha, giáo xứ Tràng Châu, phường Châu Sơn, Thành phố Phủ Lý, tỉnh Hà Nam, thuộc Tổng giáo phận Hà Nội., từng phục vụ chính quyền Việt Nam Cộng hòa. Theo lời của giám mục Trác, thân phụ ông qua đời đã hơn 30 năm, trong vòng tay của ông. Thân mẫu ông là bà Têrêsa Quan Thị Nhân (1930–2021), quê quán ở giáo xứ Sở Kiện, thị trấn Kiện Khê, huyện Thanh Liêm, tỉnh Hà Nam, thuộc Tổng giáo phận Hà Nội. Song thân của ông hiện đều đã qua đời. Khi mới di cư vào Nam, ông bà sống tại giáo xứ Nghĩa Hòa, tỉnh Gia Định, sau này ông bà lên Đà Lạt sống và sinh ra ông. Sau năm 1975, gia đình sinh sống tại giáo xứ Mẫu Tâm, giáo hạt Xóm Chiếu, Tổng giáo phận Thành phố Hồ Chí Minh. Theo lời giám mục Trác công bố, ban đầu tên của ông được đặt là Tắc (theo thứ tự các người con trong gia đình Sơn-Hà-Xã-Tắc), song vì một số lý do nào đó mà tên ông sau này được đổi thành Trác.
Cậu bé Bùi Công Trác ban đầu không có mong muốn đi theo con đường tu trì, tuy vậy, sau những tiếp xúc với những người khác, cậu cho rằng mình được Thiên Chúa mời gọi đi theo con đường này. Bản thân giám mục Trác sau này cho rằng mình là dạng tu theo do đi tu theo hai người bạn trước đi tìm hiểu việc tu trì (đều không đi theo con đường tu trì sau đó), và ngạc nhiên vì tự cho rằng một người có sơ yếu lý lịch không tốt (theo quan điểm của chính quyền) được chấp thuận cho đi tu học. Cậu cũng có thời gian tham gia công tác trợ tá giáo lý viên và công tác thanh niên xung phong (do yêu cầu để được làm chủng sinh từ chính quyền). Ông là nghĩa tử của linh mục Phanxicô Xaviê Bùi Văn Minh (1943-2016). Sau khi linh mục Phanxicô Xaviê Bùi Văn Minh qua đời, Tổng Giám mục Phaolô Bùi Văn Đọc nhận ông làm nghĩa tử. 
Bỏ dở chương trình đại học dù đang học dở dang, từ tháng 10 năm 1993 đến tháng 7 năm 1999, chủng sinh Giuse Bùi Công Trác tu học tại Đại chủng viện Thánh Giuse Sài Gòn, là chủng sinh khóa III của chủng viện này, chung với hai giám mục khác (tính đến thời điểm được bổ nhiệm chức giám mục) là Louis Nguyễn Anh Tuấn, Giuse Đỗ Quang Khang. Khóa chủng sinh này cung cấp nhiều linh mục hoạt động trong các Uỷ ban của Hội đồng Giám mục Việt Nam, các chủng viện, dòng tu và các tòa giám mục, với các chủng sinh thuộc về năm giáo phận: Tổng giáo phận Thành phố Hồ Chí Minh, Giáo phận Xuân Lộc, Giáo phận Phú Cường, Giáo phận Mỹ Tho và Giáo phận Phan Thiết. Với việc bổ nhiệm linh mục Phêrô Kiều Công Tùng làm Giám mục chính tòa Giáo phận Phát Diệm vào năm 2023, Giám mục Trác là một trong bốn giám mục xuất thân từ Khóa III Đại chủng viện này.
Chủng sinh Bùi Công Trác được truyền chức phó tế bởi Tổng giám mục Gioan Baotixita Phạm Minh Mẫn ngày 19 tháng 3 năm 1999.

## Linh mục
Ngày 30 tháng 6 năm 1999, phó tế Giuse Bùi Công Trác được thụ phong linh mục tại Nhà thờ Đức Bà Sài Gòn do Tổng giám mục Gioan Baotixita Phạm Minh Mẫn chủ phong, thuộc linh mục đoàn Tổng giáo phận Thành phố Hồ Chí Minh. Sau khi thụ phong chức linh mục cho đến năm 2003, linh mục Trác đảm nhận cương vị linh mục phó giáo xứ Thủ Thiêm, hạt Thủ Thiêm. Từ năm 2003 đến năm 2004, ông thi hành mục vụ tại Đại chủng viện Thánh Giuse Sài Gòn.
Từ năm 2004 đến năm 2010, linh mục Bùi Công Trác du học tại Đại học Giáo Hoàng Gregoriana tại Rôma (The Pontifical Gregorian University); tốt nghiệp học vị Tiến sĩ Giáo huấn xã hội Công giáo vào năm 2010. Từ năm 2010 đến năm 2016, ông đảm nhận cương vị Phó Giám đốc Giáo hoàng Học viện Quốc tế Truyền giáo thánh Phaolô Tông đồ (The Pontifical International Missionary College of St. Paul the Apostle), trực thuộc Bộ Truyền Giáo tại Rôma. Ngoài ra, ông còn kiêm nhiệm chức vụ Phó Chủ tịch Hội Liên Tu sĩ Rôma từ năm 2010 đến năm 2013 và Chủ tịch của hội này từ năm 2013 đến năm 2016. Với tư cách này, linh mục Bùi Công Trác đã hỗ trợ lo liệu các công việc hỗ trợ cho việc nhận nhà thờ hiệu tòa của Hồng y Tân cử Phêrô Nguyễn Văn Nhơn, Tổng giám mục Tổng giáo phận Hà Nội vào năm 2015.
Từ năm 2016 đến nay, linh mục Bùi Công Trác giữ chức vụ Giám đốc Đại chủng viện Thánh Giuse Sài Gòn, kiêm Giáo sư môn Truyền giáo học và Học thuyết Xã hội. Đại chủng viện này hiện nay là nơi đào tạo linh mục Công giáo cho ba giáo phận: Giáo phận Sài gòn, giáo phận Mỹ Tho và Phú Cường. Ông tiếp tục giữ trách nhiệm này kể cả khi đã được tấn phong chức giám mục vào năm 2023.

## Giám mục

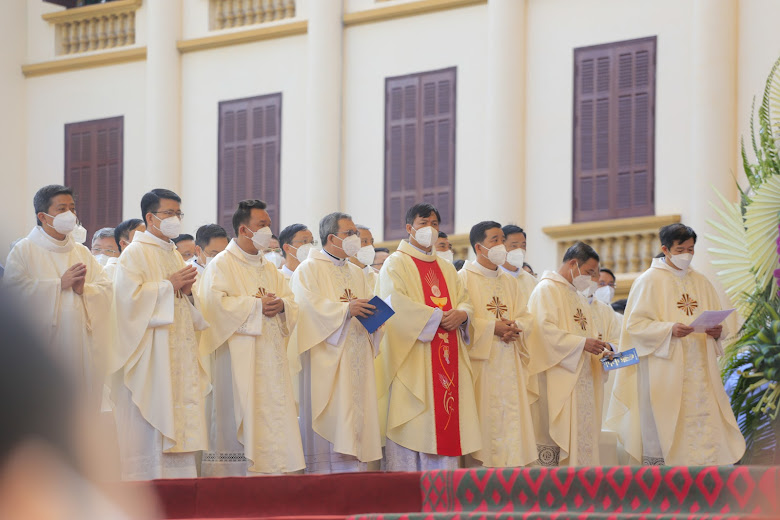
Linh mục Giuse Bùi Công Trác (thứ tư từ phía trái, hàng đầu), trong lễ tấn phong Giám mục Giuse Đỗ Quang Khang năm 2021. Trong ảnh còn có các linh mục khác sau là Giám mục: Phêrô Kiều Công Tùng (thứ hai từ trái) và Đa Minh Hoàng Minh Tiến (thứ sáu từ phía trái).

Vào lúc 12 giờ trưa (giờ Rôma, tức 18 giờ, theo giờ Việt Nam) ngày 1 tháng 11 năm 2022, Văn phòng Báo chí Tòa Thánh ra thông cáo cho biết: Giáo hoàng Phanxicô bổ nhiệm linh mục Giuse Bùi Công Trác làm giám mục phụ tá Tổng Giáo phận Thành phố Hồ Chí Minh, hiệu toà Arsennaria. Tin tức này cũng được Tổng giám mục Marek Zalewski, Sứ thần Toà Thánh tại Singapore kiêm Đại diện Tòa Thánh không thường trú tại Việt Nam thông qua linh mục Giuse Đào Nguyên Vũ - Chánh Văn phòng Hội đồng Giám mục Việt Nam thông báo trên trang web của Hội đồng Giám mục Việt Nam. Ngày bổ nhiệm ban đầu được sắp xếp vào ngày 29 tháng 10, cùng công bố với Giám mục Tân cử Giáo phận Thái Bình Đa Minh Đặng Văn Cầu. Tuy vậy, do Tổng giám mục Nguyễn Năng (Giám quản Giáo phận Phát Diệm) đang cử hành mục vụ tại Phát Diệm trong cùng ngày, do đó ngày công bố được đề xuất và thực hiện lùi lại ba ngày và diễn ra vào ngày 1 tháng 11 năm 2022. Tổng giám mục Nguyễn Năng, trên thực tế đã xin Tòa Thánh cho một giám mục phụ tá từ tháng 5 năm 2021.
Tin tức được truyền đến [các linh mục] từ Hội đồng Giám mục vào lúc 17 giờ 30 phút chiều cùng ngày. Một buổi cầu nguyện cho giám mục tân cử đã được tổ chức vào cùng giờ thông báo tin bổ nhiệm tại Việt Nam. Trong buổi cầu nguyện, Tổng giám mục Giuse Nguyễn Năng cho biết ông vui mừng vì Giám mục tân cử Giuse đã nhận lời đảm nhận một chức vị khó khăn. Đồng thời, tổng giám mục Năng cũng cho biết ông vui mừng trước tin bổ nhiệm, vì trong một vài năm gần đây, nhiều vị trí giám mục (cả Chính tòa lẫn Phụ tá) đã bị bỏ trống. Tổng giám mục Năng cũng nhận định có lẽ chưa bao giờ Giáo hội Việt Nam rơi vào tình trạng mà thiếu nhân sự như tình hình hiện tại. Giám mục Tân cử Bùi Công Trác bày tỏ niềm cảm tạ hồng ân Thiên Chúa. Ông hứa sẽ cố gắng chu toàn nhiệm vụ và với tư cách phụ tá, ông đặc biệt bày tỏ niềm tôn kính vâng phục với Tổng giám mục Nguyễn Năng trên cương vị mới của mình.
Với việc bổ nhiệm này, giám mục tân cử trở thành giám mục phụ tá thứ hai của Tổng giáo phận Thành phố Hồ Chí Minh, cùng Giám mục Phụ tá Louis Nguyễn Anh Tuấn hỗ trợ mục vụ cho Tổng giám mục Nguyễn Năng, trên một địa bàn có trên 10,4% là tín hữu Công giáo, theo số liệu của Asia News. Theo nguồn tin này, Tổng giáo phận hiện có 700.000 giáo dân, hơn 900 linh mục và 6.000 tu sĩ. Tổng giáo phận Thành phố Hồ Chí Minh được đánh giá là tổng giáo phận năng động nhất của Giáo hội Công giáo tại Việt Nam, theo UCA News. Tiến trình bổ nhiệm bắt đầu từ tháng 5 năm 2021, khi Tổng giám mục Giuse Nguyễn Năng làm đơn xin Tòa Thánh một giám mục phụ tá mới, sau việc Tòa Thánh bổ nhiệm giám mục Louis Nguyễn Anh Tuấn làm Giám quản Giáo phận Hà Tĩnh. Tổng giám mục Năng cũng cho biết hiện ông đang không thể cáng đáng hết các công việc mục vụ của tổng giáo phận một mình được do các công việc rất đa dạng và quan trọng tại tổng giáo phận này.

### Khẩu hiệu và huy hiệu
Khẩu hiệu Giám mục của ông là Chúa Kitô đang sống (Christus vivit), trích từ Tông huấn của Giáo hoàng Phanxicô ngày 25 tháng 3 năm 2019. Ông cho biết đây là lời tuyên xưng Đức Tin của ông và là lời nhắc nhớ ông về sứ vụ. Hình ảnh Chiên Vượt Qua được đặt ở vị trí khiên huy hiệu. Hai ký hiệu alpha và omega đại diện cho Chúa Kitô, khởi nguyên và tận cùng, đại diện cho ước muốn rao giảng Tin Mừng cho đến muôn đời. Bông hoa huệ đại diện cho Giuse, đại diện cho thánh bổn mạng của ông, của giáo hội Việt Nam và đại chủng viện Thánh Giuse Sài Gòn.
Sau khi họp bàn Ban Tư vấn (Tổng giáo phận Thành phố Hồ Chí Minh), Tổng giám mục Giuse Nguyễn Năng công bố quyết định lễ tấn phong giám mục ngày 3 tháng 1 năm 2023 tại Trung tâm Mục vụ Tổng giáo phận Sài Gòn. Trả lời phỏng vấn của kênh Truyền thông Hội đồng Giám mục Việt Nam, Giám mục Tân cử cho biết ông tiếp tục kiêm nhiệm chức Giám đốc Đại chủng viện Thánh Giuse Sài Gòn. Ông cũng dành thời gian trả lời phỏng vấn của báo Công giáo và Dân tộc. Nói về cảm xúc cá nhân với việc được bổ nhiệm, tân giám mục cho biết ông lo lắng vì cho rằng sứ mạng [của một giám mục] vừa cao cả lại nặng nề. Với tư cách giám đốc chủng viện, tân giám mục đánh giá tình hình ơn gọi tu trì có chiều hướng giảm, nhưng hiện tại thì vẫn đủ nhu cầu, tuy chiều hướng suy giảm này thể hiện rõ ràng ở môi trường đô thị. Trả lời câu hỏi về thuận lợi và khó khăn, giám mục tân cử xác nhận, do [Tổng giáo phận Thành phố Hồ Chí Minh] có địa bàn thuộc môi trường đô thị, nên có các thuận lợi và khó khăn nhất định, nhưng đề cao sự vâng phục và cộng tác với giám mục giáo phận. Chia sẻ với các độc giả bài phỏng vấn, giám mục tân cử cho biết chỉ xin lời cầu nguyện từ mọi người, và đề nghị dành tiền dự định mua quà cho ông tặng cho những người khó khăn.
Trước khi chuẩn bị cho buổi lễ truyền chức, giám mục tân cử đã dành thời gian tĩnh tâm tại Đan viện Thánh Mẫu Châu Sơn Đơn Dương, Đà Lạt.

### Lễ tấn phong và tạ ơn
Nghi thức Tuyên xưng Đức tin và Tuyên thệ trung thành của Giám mục Tân cử Bùi Công Trác đã được cử hành vào lúc 17g30 chiều, ngày 2 tháng 1 năm 2023 tại Nhà nguyện Đại chủng viện Thánh Giuse Sài Gòn. Chủ sự nghi thức là Giám mục Giáo phận Long Xuyên Giuse Trần Văn Toản. Tổng giám mục Đại diện Tòa Thánh không thường trú tại Việt Nam Marek Zalewski, Tổng giám mục Nguyễn Năng, 17 giám mục, các linh mục và giáo dân đã tham gia buổi nghi thức này.
Thánh lễ Tấn phong Giám mục được cử hành vào lúc 8g30 sáng, ngày 3 tháng 1 năm 2023 tại Trung tâm Mục vụ Tổng Giáo phận Sài Gòn do Tổng giám mục Giuse Nguyễn Năng chủ phong cùng với hai vị phụ phong là Giám mục Louis Nguyễn Anh Tuấn, Giám mục Phụ tá Tổng giáo phận Thành phố Hồ Chí Minh và Giám mục Mátthêu Nguyễn Văn Khôi, Giám mục chính toà Giáo phận Qui Nhơn. Hầu hết các giám mục đương nhiệm tại Việt Nam đều tham gia lễ tấn phong. Cụ thể, ngoài vị chủ phong và hai phụ phong, tham dự lễ còn có Tổng giám mục Marek Zalewski, Đại diện Tòa Thánh không thường trú, Hồng y Phêrô Nguyễn Văn Nhơn, nguyên Tổng giám mục Tổng giáo phận Hà Nội, các giám mục, Bề trên, Viện phụ, linh mục, đại diện các đoàn thể Công giáo và thân nhân, ân nhân của giám mục tân cử. Phụ trách giảng lễ là Hồng y Phêrô Nguyễn Văn Nhơn. Hàng nghìn người đã được ghi nhận tham dự lễ truyền chức này. Với việc bổ nhiệm và tấn phong cho hai tân giám mục Đa Minh Đặng Văn Cầu và Giuse Bùi Công Trác, Giáo hội Công giáo tại Việt Nam vẫn còn trống tòa ở bốn giáo phận.
Giám mục Bùi Công Trác đã cử hành lễ khởi đầu sứ vụ giám mục vào sáng ngày 4 tháng 1 năm 2023 tại Nhà nguyện Đại chủng viện Thánh Giuse Sài Gòn. Giám mục Tân cử Bùi Công Trác đã tham dự buổi Tĩnh tâm tháng 1 năm 2023 cùng các linh mục thuộc linh mục đoàn Tổng giáo phận Thành phố Hồ Chí Minh tại Nhà nguyện cổ Trung tâm Mục vụ Tổng giáo phận vào sáng ngày 5 tháng 1 năm 2023. Tham dự buổi tĩnh tâm này còn có Tổng giám mục Nguyễn Năng và Hồng y Gioan Baotixita Phạm Minh Mẫn. Một số thánh lễ tạ ơn khác do Giám mục Giuse Trác cử hành sau đó: tại Nhà thờ Đức Bà Sài Gòn (7 tháng 1), Học viện Thánh Anphongsô thuộc Tỉnh Dòng Chúa Cứu Thế Việt Nam (9 tháng 1), giáo xứ nhà Mẫu Tâm (14 tháng 1)  và giáo họ Do Nha (thuộc giáo xứ Tràng Châu, Phủ Lý, Hà Nam, thuộc Tổng giáo phận Hà Nội), quê hương ông cố (5 tháng 3).
Giám mục Bùi Công Trác đã cử hành nghi thức truyền chức lần đầu tiên của mình trong dịp truyền chức cho 13 tân phó tế thuộc Tổng giáo phận Thành phố vào ngáy 13 tháng 1 năm 2023 tại Nhà thờ chính tòa Đức Bà Sài Gòn.

### Mục vụ
Giám mục Bùi Công Trác khẳng định ông không có bất cứ trang mạng xã hội nào, kể cả ứng dụng Zalo. Giám mục Trác xác nhận vấn đề này vì có thực trạng có nhiều thông tin trên các trang mạng sử dụng thông tin [và hình ảnh] của ông để trục lợi.
Trong kỳ họp Hội đồng Giám mục Việt Nam kỳ I-2023, Giám mục Giuse Bùi Công Trác được bầu làm trợ tá Tổng giám mục Giuse Vũ Văn Thiên-Phó Chủ tịch Hội đồng Giám mục về quản trị tài chính của Hội đồng Giám mục Việt Nam.

## Tông truyền
Giám mục Giuse Bùi Công Trác được tấn phong giám mục năm 2023, thời Giáo hoàng Phanxicô, bởi:
- Giám mục Chủ phong: Tổng giám mục Giuse Nguyễn Năng, Tổng giám mục Tổng giáo phận Thành phố Hồ Chí Minh.
- Hai giám mục phụ phong: Giám mục Louis Nguyễn Anh Tuấn, Giám quản Tông Tòa Giáo phận Hà Tĩnh[20] (kiêm giám mục Phụ tá Tổng giáo phận Thành phố Hồ Chí Minh) và Giám mục Mátthêu Nguyễn Văn Khôi, giám mục chính toà Giáo phận Qui Nhơn.